# Akmačići (Bośnia i Hercegowina)
Akmačići (cyr. Акмачићи) – wieś w Bośni i Hercegowinie, w Republice Serbskiej, w gminie Šekovići. W 2013 roku liczyła 20 mieszkańców.